# بريان مينور
بريان مينور (بالإنجليزية: Brienne Minor)‏ مواليد 25 نوفمبر 1997 في إلينوي، الولايات المتحدة، هي لاعبة كرة مضرب أمريكية تلعب باليد اليمنى.

## روابط خارجية
- بريان مينور على موقع رابطة محترفات التنس (الإنجليزية)
- بريان مينور على موقع الاتحاد الدولي لكرة المضرب (الإنجليزية)
- بريان مينور على موقع خلاصة التنس.كوم (الإنجليزية)
- بريان مينور على موقع إي إس بي إن.كوم (الإنجليزية)